# Демократы за ответственность, безопасность и толерантность
Демократы за ответственность, безопасность и толерантность (болг. Демократи за отговорност, свобода и толерантност, тур. Sorumluluk, Özgürlük ve Hoşgörü için Demokratlar) — либеральная и центристская политическая партия в Болгарии, в основном представляющая турецкое меньшинство. Партию возглавляет Лютви Местан.
Местан, давний политик и член Народного собрания Болгарии от Кырджали, с января 2013 по 24 декабря 2015 года был председателем Движения за права и свободы (ДПС), главной турецкой партии в Болгарии, в качестве лидера партии центральным советом ДПС, затем был исключен из партии за то, что было сочтено чрезмерно протурецкой позицией правительства после того, как турецкие ВВС сбили российский бомбардировщик.
Местан и его последователи в ДПС впоследствии основали новую партию, ДОСТ.
На парламентских выборах 2017 года партия получила 2,9 % голосов (21,6 % в Кырджали) и не получила места, поскольку не преодолела избирательный барьер в 4 %.